# Brustkrebsvirus
Nach einem Brustkrebsvirus, das bei Frauen Brustkrebs verursachen könnte, wird seit den 1930er Jahren gesucht. Es handelt sich um einen hypothetischen Virus analog zum Maus-Mammatumorvirus, das bekanntermaßen gutartige Brusttumore bei Mäusen auslöst. Die Suche und die Charakterisierung eines derartigen Virus sind noch nicht abgeschlossen. Eine Entstehung von Brustkrebs im Rahmen einer bestimmten viralen Infektion ist bislang weder bei Frauen noch bei Männern nachgewiesen worden.

## Forschungsansätze für virale Ursachen
1988 zeigten dann Forscher der Universität Liverpool, dass sich bei 97 % der Brustkrebspatienten bei entnommenen und in Zellkulturen vermehrten Monozyten eine Aktivität des Enzym reverse Transkriptase, welches von Retroviren benötigt wird, um sich in die DNA der Wirtszelle zu integrieren, feststellen ließ, während dies nur bei 11 % der Personen einer Kontrollgruppe zutraf. Weiterhin konnten bei denselben Patienten aus Monozyten, aber auch aus Makrophagen virusähnliche Partikel isoliert werden, jedoch nicht aus den Krebszellen selbst.
Mittels der PCR-Technik entdeckten einige Arbeitsgruppen genetisches Material aller dieser Viren im Gewebe brustkrebskranker Frauen. Diese Befunde sind jedoch in der Fachwelt sehr umstritten und nicht allgemein anerkannt. Bisher fehlen dafür Bestätigungen anderer Arbeitsgruppen.
Die erste erfolgreiche Übertragung eines vermuteten menschlichen Brustkrebsvirus auf Mäuse gelang bereits 1977 durch Basombrio, Mayer und Rivell. Da aber nur 3 % der Mäuse bei diesem Experiment an Brustkrebs erkrankten und die meisten infizierten Mäuse statt Brustkrebs Lymphome entwickelten, wurde dieser Entdeckung, die in dem von Virchow gegründeten Archiv für Geschwulstforschung publiziert worden war, keine Bedeutung beigemessen. 1995 gelang es japanischen Forschern erneut, Brustkrebs vom Menschen auf Mäuse zu übertragen, wobei wie zuvor von den Forschern Basombrio und Kollegen Lymphome induziert wurden.
1990 wurden Antikörper gegen Retroviren der Typen C und D in Brusttumoren gefunden.

## Mögliche Kandidaten
Mögliche Kandidaten für ein derartiges Virus sind oder waren
- das Maus-Mammatumorvirus (MMTV),
- das Epstein-Barr-Virus (EBV),
- die humanen Papillomviren (HPV)[4] und
- das bovine Leukämie-Virus (BLV), ein bekanntes krebsauslösendes (onkogenes) Retrovirus der Rinder.

### Maus-Mammatumorvirus
Bei der Suche nach einem Brustkrebsvirus beim Menschen glaubte man zunächst, nach einem ähnlichen Virus wie dem entsprechenden Virus der Maus (MMTV) suchen zu müssen. Es fanden sich einzelne Hinweise in Form positiver Testergebnisse auf ein humanes Mammatumorvirus.
Das Maus-Mammatumorvirus kann menschliche Zellen infizieren.

### Epstein-Barr-Virus, Humanes Herpesvirus 8
Das Epstein-Barr-Virus (EBV) wurde auf sein Vorkommen hin untersucht. Das EBV, das in knapp der Hälfte der Karzinomproben nachweisbar ist, wird weniger als Ursache gesehen, verschlechtert aber das Ansprechen der Brustkrebszellen auf die Chemotherapie mit Taxanen, so dass sein Nachweis in der Praxis wichtig werden könnte.
Neben EBV ist auch das humane Herpesvirus-8 (HHV8) in Brustkrebszellen nachgewiesen worden. EBV und HHV8 enthalten Gene für virale Interleukine und zwar für Il-10 (EBV) und Il-6 (HHV8). Die Konzentration solcher Interleukine steigt in Brustkrebspatienten während der Metastasierung an.

### Bovines Leukämie-Virus (BLV)
Vom bovinen Leukämie-Virus (BLV) ist bekannt, dass es über die Milch (laktogen) vom Muttertier auf das Kalb übertragen werden kann. Deshalb werden in Europa alle befallenen Tiere aus den Herden entfernt und geschlachtet, so dass eine weitgehende Leukosefreiheit erreicht werden konnte. In Ländern, in denen Milch nicht zur Ernährung verwendet wird, kommt auffälligerweise Brustkrebs selten vor.
2001 berichtete Gertrude Case Buehring auf dem 23. Kongress der Internationalen Vereinigung für Brustkrebsforschung in Düsseldorf über den Nachweis von DNA des Rinderleukämie-Provirus BLV in menschlichen Brustkrebszellen. BLV ist ein Virus, das in den meisten infizierten Tierarten Lymphome auslöst (induziert) und für das bereits früher die Bildung von Synzytien nachgewiesen wurde. Diese Eigenschaft war so typisch, dass man die Riesenzellbildung vor der Entwicklung genauerer Nachweismethoden zur Diagnose der BLV-Infektion verwendete.
2014 berichtete Buehring, dass der Nachweis von BLV bei menschlichen Brustkrebserkrankungen signifikant höher ist.

### Sonstige Ansätze
Andere Forscher gehen allgemeiner von Bovine Meat and Milk Factors und anderen Krankheitserregern aus.